# Of Ghosts and Gods
Of Ghosts and Gods – dwunasty album studyjny kanadyjskiego zespołu muzycznego Kataklysm. Wydawnictwo ukazało się 31 lipca 2015 roku nakładem wytwórni muzycznej Nuclear Blast.
Album dotarł do 6. miejsca listy Billboard Heatseekers Albums w Stanach Zjednoczonych sprzedając się w nakładzie 1,7 tys. egzemplarzy w przeciągu tygodnia od dnia premiery. Nagrania były promowane teledyskami do utworów "Thy Serpent's Tongue", "Soul Destroyer" i "Carrying Crosses".

## Lista utworów
Opracowano na podstawie materiału źródłowego.
1. "Breaching the Asylum" - 04:04
2. "The Black Sheep" - 04:32
3. "Marching Through Graveyards" - 05:23
4. "Thy Serpent's Tongue" - 03:57
5. "Vindication" - 03:43
6. "Soul Destroyer" - 03:28
7. "Carrying Crosses" - 04:31
8. "Shattered" - 05:03
9. "Hate Spirit" - 04:36
10. "The World Is a Dying Insect" - 06:39

## Twórcy
Opracowano na podstawie materiału źródłowego.
| - Maurizio Iacono - wokal prowadzący - Jean-François Dagenais - gitara rytmiczna, gitara prowadząca, realizacja nagrań - Stéphane Barbe - gitara basowa - Olivier "Oli" Beaudoin - perkusja, instrumenty perkusyjne, edycja cyfrowa |  | - Surtsey - okładka, oprawa graficzna - Andy Sneap - miksowanie, mastering - Mark Lewis - realizacja nagrań - Lee Jeffries - zdjęcia |